# 皮桑卡 (多林斯卡區)
48°6′57″N 32°42′44″E / 48.11583°N 32.71222°E
皮桑卡（烏克蘭語：Писанка），是烏克蘭中部的村莊，隸屬基洛夫格勒州的克羅皮夫尼茨基區。該村面積0.82平方公里，海拔高度164米，2001年人口71，人口密度每平方公里86.6人。